# Babbage (cràter)
El cràter lunar Babbage és un cràter d'impacte situat al nord-est de la cara visible de la Lluna (segon quadrant). Porta el seu nom en honor del matemàtic britànic Charles Babbage. Es tracta d'una plana el·líptica i emmurallada molt propera al cràter Pitàgores. Mesura uns 146 km de longitud i al voltant de 130 km d'amplària.

## Cràters satèl·lit
Els cràters satèl·lit són petits cràters situats propers al cràter principal, rebent el mateix nom que aquest cràter acompanyat d'una lletra majúscula complementària (fins i tot si la formació d'aquests cràters és independent de la formació del cràter principal). Per convenció, aquestes característiques s'identifiquen en els mapes lunars posant lletres al costat del punt mitjà del cràter que es troba més pròxim al cràter Ball:
| Babbage | Latitud | Longitud | Diàmetre |
| ------- | ------- | -------- | -------- |
| A       | 59,0°   | 55,1° O  | 32 km    |
| B       | 57,1°   | 59,7° O  | 7 km     |
| C       | 59,1°   | 57,3° O  | 14 km    |
| D       | 58,6°   | 61,0° O  | 68 km    |
| E       | 58,5°   | 61,4° O  | 7 km     |
| U       | 60,9°   | 51,3° O  | 5 km     |
| X       | 60,2°   | 49,9° O  | 5 km     |